# Motomondiale 2023
Il motomondiale 2023 è stata la settantacinquesima edizione del motomondiale.

## Il calendario
Inizialmente era stato previsto un calendario di 21 gare stagionali ma, il 26 aprile, è stato comunicato l'annullamento del Gran Premio del Kazakistan previsto per il 9 luglio.
| Data                      | Gran Premio                                | Circuito             | Vincitori MotoGP  | Vincitori MotoGP      | Vincitore Moto2  | Vincitore Moto3 | Vincitori MotoE    | Vincitori MotoE   | Resoconto |
| Data                      | Gran Premio                                | Circuito             | Sprint            | Gara                  | Vincitore Moto2  | Vincitore Moto3 | Gara 1             | Gara2             | Resoconto |
| ------------------------- | ------------------------------------------ | -------------------- | ----------------- | --------------------- | ---------------- | --------------- | ------------------ | ----------------- | --------- |
| 25 e 26 marzo             | GP del Portogallo                          | Portimão             | Francesco Bagnaia | Francesco Bagnaia     | Pedro Acosta     | Daniel Holgado  | -                  | -                 | Resoconto |
| 1° e 2 aprile             | GP d'Argentina                             | Termas de Río Hondo  | Brad Binder       | Marco Bezzecchi       | Tony Arbolino    | Tatsuki Suzuki  | -                  | -                 | Resoconto |
| 15 e 16 aprile            | GP delle Americhe                          | Americhe             | Francesco Bagnaia | Álex Rins             | Pedro Acosta     | Iván Ortolá     | -                  | -                 | Resoconto |
| 29 e 30 aprile            | GP di Spagna                               | Jerez de la Frontera | Brad Binder       | Francesco Bagnaia     | Sam Lowes        | Iván Ortolá     | -                  | -                 | Resoconto |
| 13 e 14 maggio            | GP di Francia                              | Le Mans              | Jorge Martín      | Marco Bezzecchi       | Tony Arbolino    | Daniel Holgado  | Jordi Torres       | Matteo Ferrari    | Resoconto |
| 10 e 11 giugno            | GP d'Italia                                | Mugello              | Francesco Bagnaia | Francesco Bagnaia     | Pedro Acosta     | Daniel Holgado  | Andrea Mantovani   | Eric Granado      | Resoconto |
| 17 e 18 giugno            | GP di Germania                             | Sachsenring          | Jorge Martín      | Jorge Martín          | Pedro Acosta     | Deniz Öncü      | Jordi Torres       | Héctor Garzó      | Resoconto |
| 24 e 25 giugno            | GP d'Olanda                                | Assen                | Marco Bezzecchi   | Francesco Bagnaia     | Jake Dixon       | Jaume Masiá     | Matteo Ferrari     | Matteo Ferrari    | Resoconto |
| 5 e 6 agosto              | GP di Gran Bretagna                        | Silverstone          | Álex Márquez      | Aleix Espargaró       | Fermín Aldeguer  | David Alonso    | Randy Krummenacher | Mattia Casadei    | Resoconto |
| 19 e 20 agosto            | GP d'Austria                               | Red Bull Ring        | Francesco Bagnaia | Francesco Bagnaia     | Celestino Vietti | Deniz Öncü      | Mattia Casadei     | Mattia Casadei    | Resoconto |
| 2 e 3 settembre           | GP di Catalogna                            | Catalogna            | Aleix Espargaró   | Aleix Espargaró       | Jake Dixon       | David Alonso    | Andrea Mantovani   | Mattia Casadei    | Resoconto |
| 9 e 10 settembre          | GP di San Marino e della Riviera di Rimini | Misano               | Jorge Martín      | Jorge Martín          | Pedro Acosta     | David Alonso    | Mattia Casadei     | Nicholas Spinelli | Resoconto |
| 23 e 24 settembre         | GP d'India                                 | Buddh                | Jorge Martín      | Marco Bezzecchi       | Pedro Acosta     | Jaume Masiá     | -                  | -                 | Resoconto |
| 30 settembre e 1º ottobre | GP del Giappone                            | Motegi               | Jorge Martín      | Jorge Martín          | Somkiat Chantra  | Jaume Masiá     | -                  | -                 | Resoconto |
| 14 e 15 ottobre           | GP dell'Indonesia                          | Mandalika            | Jorge Martín      | Francesco Bagnaia     | Pedro Acosta     | Diogo Moreira   | -                  | -                 | Resoconto |
| 21 e 22 ottobre           | GP d'Australia                             | Phillip Island       | Cancellata        | Johann Zarco          | Tony Arbolino    | Deniz Öncü      | -                  | -                 | Resoconto |
| 28 e 29 ottobre           | GP di Thailandia                           | Buriram              | Jorge Martín      | Jorge Martín          | Fermín Aldeguer  | David Alonso    | -                  | -                 | Resoconto |
| 11 e 12 novembre          | GP della Malesia                           | Sepang               | Álex Márquez      | Enea Bastianini       | Fermín Aldeguer  | Collin Veijer   | -                  | -                 | Resoconto |
| 18 e 19 novembre          | GP del Qatar                               | Lusail               | Jorge Martín      | Fabio Di Giannantonio | Fermín Aldeguer  | Jaume Masiá     | -                  | -                 | Resoconto |
| 25 e 26 novembre          | GP della Comunità Valenciana               | Valencia             | Jorge Martín      | Francesco Bagnaia     | Fermín Aldeguer  | Ayumu Sasaki    | -                  | -                 | Resoconto |

## Sistema di punteggio e legenda
Nelle gare sprint della MotoGP (che si svolgono il sabato sulla metà dei giri previsti per la gara della domenica) si attribuisce il seguente punteggio:
| Pos.  | 1  | 2 | 3 | 4 | 5 | 6 | 7 | 8 | 9 | 10 > |
| ----- | -- | - | - | - | - | - | - | - | - | ---- |
| Punti | 12 | 9 | 7 | 6 | 5 | 4 | 3 | 2 | 1 | 0    |

Nelle altre gare viene attribuito il seguente punteggio:
| Pos.  | 1  | 2  | 3  | 4  | 5  | 6  | 7 | 8 | 9 | 10 | 11 | 12 | 13 | 14 | 15 | 16 > |
| ----- | -- | -- | -- | -- | -- | -- | - | - | - | -- | -- | -- | -- | -- | -- | ---- |
| Punti | 25 | 20 | 16 | 13 | 11 | 10 | 9 | 8 | 7 | 6  | 5  | 4  | 3  | 2  | 1  | 0    |

## Le classi

### MotoGP

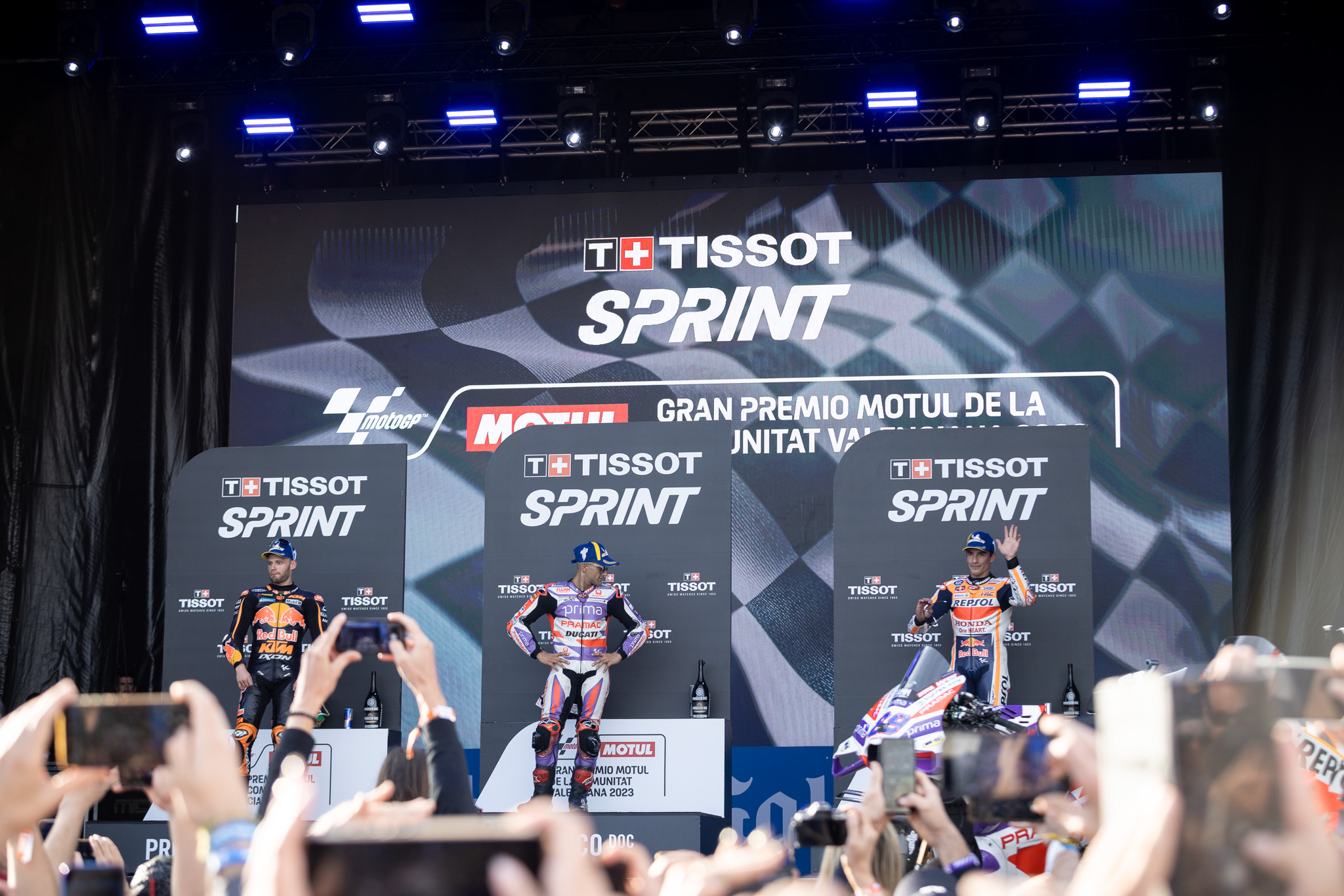
La premiazione della Sprint, novità regolamentare dell'annata per quanto concerne la MotoGP, qui in occasione del Gran Premio della Comunità Valenciana 2023.

La novità regolamentare della stagione riguarda il fatto che ad ogni fine settimana le gare per la classe regina diventano due: la prima, chiamata "Sprint", si svolge al sabato su una lunghezza più o meno dimezzata rispetto alla seconda, il Gran Premio canonico, disputato come consuetudine la domenica.
Di conseguenza a questa modifica, varia anche il format di prove e qualifiche: al venerdì si svolgono due sessioni di prove che servono a definire i primi 10 piloti che passano direttamente alla qualifica 2; al sabato mattina, dopo una prova libera che non influisce sulle qualifiche, si svolge prima la qualifica 1, per determinare lo schieramento dal tredicesimo pilota in poi, e in seguito la qualifica 2, in cui partecipano anche i primi due classificati della qualifica 1, per stabilire l'ordine di partenza per i primi 12. I risultati delle qualifiche valgono per entrambe le gare, quindi i piloti partiranno con lo stesso ordine sia nella Sprint del sabato che nel Gran Premio della domenica. Il 18 luglio viene comunicato un ulteriore aggiornamento: per la metà stagione rimanente, saranno determinanti per l'accesso alla Q2 solo i tempi ottenuti nella Prova 2, svolta il venerdì pomeriggio.
I team ufficiali Aprilia e Yamaha confermano i piloti con cui avevano concluso la stagione precedente. Mantengono i piloti del 2022 anche le squadre satellite Pramac Racing e VR46 Racing. Cambiano un solo pilota i team ufficiali Ducati (che sostituisce Miller con Enea Bastianini), KTM (che mette sotto contratto Jack Miller per sostituire Oliveira) e Honda (che affianca Joan Mir a Marc Márquez).
Tra le squadre indipendenti Gresini Racing sostituisce Bastianini, passato al team factory Ducati, con Álex Márquez che a sua volta lascia libera la RC213V del Team LCR con cui gareggia Álex Rins, rimasto senza una sella a causa del ritiro di Suzuki. GasGas Factory Tech3 e RNF Racing invece, cambiano entrambi i piloti.

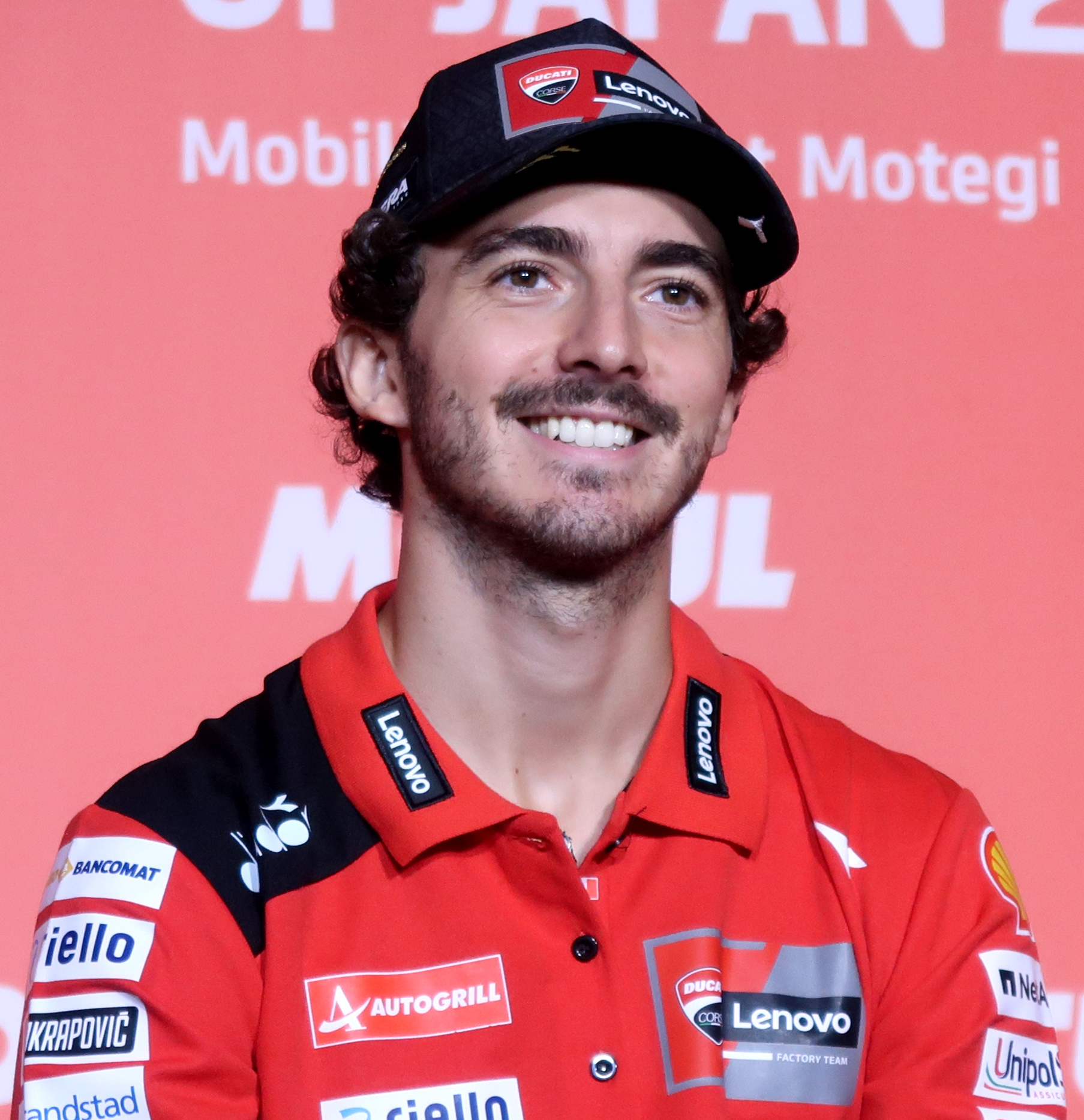
Francesco Bagnaia, campione in carica, si conferma al primo posto nella MotoGP.

Il campionato, per quanto concerne i piloti, vive un momento chiave alla partenza del Gran Premio di Catalogna laddove il poleman Bagnaia, dopo poche curve, viene sbalzato dalla sua Ducati Desmosedici in mezzo alla pista e viene colpito alla gamba dalla KTM RC16 di Binder che sopraggiungeva alle sue spalle: a dispetto della drammatica dinamica dell'incidente, ne esce senza fratture ma solo con delle contusioni.
L'italiano, che fino a quel momento comandava la classifica con discreto margine sugli inseguitori, non salta nessuno dei successivi appuntamenti sebbene, ancora convalescente, non riesca a esprimere al massimo il potenziale a disposizione. Di tutto ciò ne approfitta Jorge Martín, dotato anch'egli di una Desmosedici e che, proprio dal Montmeló, inanella una striscia di otto piazzamenti a podio consecutivi (tra Sprint e Gran Premi) culminata col momentaneo sorpasso in vetta alla classifica alla vigilia del Gran Premio dell'Indonesia. Negli ultimi Gran Premi Bagnaia, piazzandosi sempre, mantiene un modesto vantaggio in termine di punti arrivando alla gara conclusiva di Valencia con più combinazioni favorevoli per il titolo rispetto al madrileno, costretto a vincere per sperare di primeggiare: la caduta di Martín al quinto giro consegna di fatto il titolo a Bagnaia, che comunque porta a termine la gara al primo posto.
Se la contesa per il titolo piloti è stata incerta fino all'ultima prova, lo stesso non si può affermare per i costruttori dove Ducati conquista agevolmente il campionato gia nella Sprint in Indonesia, ossia con sei Gran Premi e cinque Sprint di anticipo sulla fine del campionato: per la casa di Borgo Panigale si tratta del quarto titolo consecutivo. KTM sale al secondo posto, pur vincendo solo nelle Sprint. Aprilia si conferma al terzo posto ed è la seconda motocicletta più vincente con due Gran Premi e una Sprint conquistati, tra cui la sua prima doppietta in MotoGP in Catalogna. Rispettivamente quarta e quinta, più staccate, le giapponesi Yamaha e Honda.
Nella classifica a squadre, complice il duplice infortunio di Bastianini, il team ufficiale Ducati rimane attardato per cui il titolo va per la prima volta a una squadra indipendente: Prima Pramac Racing, sempre equipaggiata con motociclette Ducati.

#### Classifica piloti (prime 5 posizioni)
| Pos. | Pilota            | Moto   |      |     |      |      |      |    |      |     |      |    |      |     |      |      |      |   |     |      |     |      | P.ti |
| ---- | ----------------- | ------ | ---- | --- | ---- | ---- | ---- | -- | ---- | --- | ---- | -- | ---- | --- | ---- | ---- | ---- | - | --- | ---- | --- | ---- | ---- |
| 1    | Francesco Bagnaia | Ducati | 1    | 166 | Rit1 | 12   | Rit3 | 1  | 2    | 12  | 2    | 1  | NP2  | 3   | Rit2 | 23   | 18   | 2 | 27  | 3    | 25  | 15   | 467  |
| 2    | Jorge Martín      | Ducati | Rit2 | 58  | Rit3 | 4    | 21   | 23 | 1    | 56  | 6    | 73 | 35   | 1   | 21   | 1    | Rit1 | 5 | 1   | 42   | 101 | Rit1 | 428  |
| 3    | Marco Bezzecchi   | Ducati | 3    | 12  | 6    | Rit9 | 17   | 82 | 47   | 21  | Rit2 | 3  | 127  | 2   | 15   | 46   | 53   | 6 | 46  | 67   | 13  | Rit7 | 329  |
| 4    | Brad Binder       | KTM    | 6    | 171 | 135  | 21   | 62   | 5  | Rit6 | 45  | 39   | 2  | Rit4 | 145 | 4    | Rit2 | 6    | 4 | 32  | Rit5 | 57  | 32   | 293  |
| 5    | Johann Zarco      | Ducati | 48   | 2   | 7    | Rit8 | 36   | 34 | 35   | Rit | 94   | 13 | 48   | 10  | 6    | Rit5 | Rit  | 1 | 109 | 128  | 12  | 29   | 225  |
| Pos. | Pilota            | Moto   |      |     |      |      |      |    |      |     |      |    |      |     |      |      |      |   |     |      |     |      | P.ti |

| Legenda                                                                        | 1º posto        | 2º posto        | 3º posto | A punti      | Senza punti        | Grassetto=Pole position Corsivo=Giro più veloce |
| Legenda                                                                        | Gara non valida | Non qualificato | Ritirato | Squalificato | "-" Dato non disp. | Grassetto=Pole position Corsivo=Giro più veloce |
| Fonte dei dati: motogp.com, racingmemo.free.fr, autosport.com, jumpingjack.nl. |                 |                 |          |              |                    |                                                 |

#### Classifica costruttori (prime tre posizioni)
| Pos. | Costruttore | Motocicletta |    |     |     |    |    |    |     |    |    |    |    |    |   |    |    |   |    |    |    |    | P.ti |
| ---- | ----------- | ------------ | -- | --- | --- | -- | -- | -- | --- | -- | -- | -- | -- | -- | - | -- | -- | - | -- | -- | -- | -- | ---- |
| 1    | Ducati      | Desmosedici  | 1  | 12  | 21  | 13 | 1  | 1  | 1   | 1  | 21 | 1  | 3  | 1  | 1 | 1  | 1  | 1 | 1  | 1  | 1  | 1  | 700  |
| 2    | KTM         | RC16         | 64 | 61  | 105 | 21 | 42 | 56 | 63  | 45 | 37 | 2  | 84 | 4  | 4 | 62 | 69 | 4 | 32 | 85 | 57 | 32 | 376  |
| 3    | Aprilia     | RS-GP        | 25 | 127 | 4   | 5  | 58 | 68 | 109 | 34 | 19 | 67 | 1  | 56 | 8 | 59 | 24 | 8 | 85 | 11 | 46 | 54 | 326  |
| Pos. | Costruttore | Motocicletta |    |     |     |    |    |    |     |    |    |    |    |    |   |    |    |   |    |    |    |    | P.ti |

| Legenda                                                                        | 1º posto        | 2º posto        | 3º posto | A punti      | Senza punti        | Grassetto=Pole position Corsivo=Giro più veloce |
| Legenda                                                                        | Gara non valida | Non qualificato | Ritirato | Squalificato | "-" Dato non disp. | Grassetto=Pole position Corsivo=Giro più veloce |
| Fonte dei dati: motogp.com, racingmemo.free.fr, autosport.com, jumpingjack.nl. |                 |                 |          |              |                    |                                                 |

#### Classifica squadre (prime tre posizioni)
| Pos. | Squadra             | Piloti            |      |     |      |      |      |    |    |      |      |    |     |     |      |      |      |    |     |     |     |      | P.ti |
| ---- | ------------------- | ----------------- | ---- | --- | ---- | ---- | ---- | -- | -- | ---- | ---- | -- | --- | --- | ---- | ---- | ---- | -- | --- | --- | --- | ---- | ---- |
| 1    | Prima Pramac Racing | Johann Zarco      | 48   | 2   | 7    | Rit8 | 36   | 34 | 35 | Rit  | 94   | 13 | 48  | 10  | 6    | Rit5 | Rit  | 1  | 109 | 128 | 12  | 29   | 620  |
| 1    | Prima Pramac Racing | Jorge Martín      | Rit2 | 58  | Rit3 | 4    | 21   | 23 | 1  | 56   | 6    | 73 | 35  | 1   | 21   | 1    | Rit1 | 5  | 1   | 42  | 101 | Rit1 | 620  |
| 2    | Ducati Lenovo       | Francesco Bagnaia | 1    | 166 | Rit1 | 12   | Rit3 | 1  | 2  | 12   | 2    | 1  | NP2 | 3   | Rit2 | 23   | 18   | 2  | 27  | 3   | 25  | 15   | 561  |
| 2    | Ducati Lenovo       | Enea Bastianini   | Inf  | Inf | Inf  | Inf  | Inf  | 9  | 8  | Rit8 | Rit  | 10 | NP9 | Inf | Inf  | Inf  | 87   | 10 | 13  | 14  | 8   | Rit  | 561  |
| 2    | Ducati Lenovo       | Michele Pirro     |      |     | 11   |      |      |    |    |      |      |    |     |     | 16   | 16   |      |    |     |     |     |      | 561  |
| 2    | Ducati Lenovo       | Danilo Petrucci   |      |     |      |      | 11   |    |    |      |      |    |     |     |      |      |      |    |     |     |     |      | 561  |
| 3    | Mooney VR46 Racing  | Luca Marini       | Rit  | 83  | 27   | 6    | Rit4 | 45 | 54 | 7    | 7    | 4  | 11  | 97  | NP   | Inf  | Rit2 | 12 | 73  | 109 | 3   | 9    | 530  |
| 3    | Mooney VR46 Racing  | Marco Bezzecchi   | 3    | 12  | 6    | Rit9 | 17   | 82 | 47 | 21   | Rit2 | 3  | 127 | 2   | 15   | 46   | 53   | 6  | 46  | 67  | 13  | Rit7 | 530  |
| Pos. | Squadra             | Piloti            |      |     |      |      |      |    |    |      |      |    |     |     |      |      |      |    |     |     |     |      | P.ti |

| Legenda                                                                        | 1º posto        | 2º posto        | 3º posto | A punti      | Senza punti        | Grassetto=Pole position Corsivo=Giro più veloce |
| Legenda                                                                        | Gara non valida | Non qualificato | Ritirato | Squalificato | "-" Dato non disp. | Grassetto=Pole position Corsivo=Giro più veloce |
| Fonte dei dati: motogp.com, racingmemo.free.fr, autosport.com, jumpingjack.nl. |                 |                 |          |              |                    |                                                 |

### Moto2
L'unico pilota dell'annata precedente a passare in MotoGP è il primo classificatoː Augusto Fernández. Ne consegue che, al netto di alcuni piloti trasferitisi nel Campionato mondiale Supersport o nel Campionato europeo, la quasi totalità dei titolari prosegue in questa classe, nella maggior parte dei casi rimanendo nella stessa squadra. Per quanto concerne i costruttori impegnati in questa categoria, alle partecipanti storiche Kalex e Boscoscuro si affianca Forward che, terminata la collaborazione tecnica con MV Agusta, porta in pista il prototipo col proprio nome.
La corsa al titolo, fin dalle prime fasi del campionato, si restringe a tre soli pilotiː Pedro Acosta, Tony Arbolino e Jake Dixon. Arbolino inizia la stagione con due vittorie e altrettanti piazzamenti a podio nelle prime cinque gare portandosi, all'indomani del Gran Premio di Francia, a 25 punti di vantaggio su Acosta. 
Nelle dieci gare successive Acosta ottiene cinque successi e allunga in testa classifica. Grazie alla vittoria, in condizioni meteo proibitive, al Gran Premio d'Australia Arbolino tiene aperta la contesa per il titolo fino a fine stagione. Con il secondo posto a Sepang poi, Acosta porta a casa i punti necessari a laurearsi campione del mondo. Terzo classificato a fine anno è il sorprendente Fermín Aldeguer che porta cinque volte al successo Boscoscuro.
Tra gli esordienti di quest'annata prevale Sergio García, del team Pons Racing, che si classifica quindicesimo e sfiora il podio in un paio di occasioni. Secondo miglior Rookie è l'italiano Dennis Foggia del team Italtrans Racing. Nella classifica costruttori prevale Kalex, che conquista così l'undicesimo titolo consecutivo, pur mancando in cinque occasioni la vittoria; in questo frangente le restanti gare vanno a Boscoscuro. Terza, più attardata, si classifica Forward con quattro punti. Torna a gareggiare, anche se solo a Valencia, la casa giapponese NTS che chiude la partecipazione senza punti.
La classifica a squadre vede prevalere, per il terzo anno consecutivo, Red Bull KTM Ajo, formazione con cui ha gareggiato Acosta. Secondo posto per Speed Up e terzo posto per la squadra dell'altro contendente al titolo Tony Arbolinoː Elf Marc VDS Racing.

#### Classifica piloti (prime 5 posizioni)
| Pos. | Pilota          | Moto       |    |    |    |    |     |     |     |   |     |     |    |     |     |    |   |     |     |     |    |    | P.ti  |
| ---- | --------------- | ---------- | -- | -- | -- | -- | --- | --- | --- | - | --- | --- | -- | --- | --- | -- | - | --- | --- | --- | -- | -- | ----- |
| 1    | Pedro Acosta    | Kalex      | 1  | 12 | 1  | 2  | Rit | 1   | 1   | 3 | 3   | 2   | 6  | 1   | 1   | 3  | 1 | 9   | 2   | 2   | 8  | 12 | 332,5 |
| 2    | Tony Arbolino   | Kalex      | 3  | 1  | 2  | 4  | 1   | 2   | 2   | 7 | 10  | 6   | 17 | 4   | 2   | 11 | 6 | 1   | 4   | 10  | 10 | 16 | 249,5 |
| 3    | Fermín Aldeguer | Boscoscuro | 13 | 15 | 6  | 10 | 8   | Rit | 8   | 4 | 1   | 9   | 13 | Rit | 12  | 22 | 3 | 3   | 1   | 1   | 1  | 1  | 212   |
| 4    | Jake Dixon      | Kalex      | 6  | 3  | NP | 6  | 5   | 3   | 3   | 1 | Rit | 4   | 1  | 12  | Rit | 4  | 4 | Rit | Rit | 5   | 5  | 6  | 204   |
| 5    | Arón Canet      | Kalex      | 2  | 4  | 8  | 5  | NP  | 4   | Rit | 5 | 2   | Rit | 2  | Rit | Rit | 8  | 2 | 2   | 11  | Rit | 3  | 2  | 195   |
| Pos. | Pilota          | Moto       |    |    |    |    |     |     |     |   |     |     |    |     |     |    |   |     |     |     |    |    | P.ti  |

| Legenda                                                                        | 1º posto        | 2º posto        | 3º posto | A punti      | Senza punti        | Grassetto=Pole position Corsivo=Giro più veloce |
| Legenda                                                                        | Gara non valida | Non qualificato | Ritirato | Squalificato | "-" Dato non disp. | Grassetto=Pole position Corsivo=Giro più veloce |
| Fonte dei dati: motogp.com, racingmemo.free.fr, autosport.com, jumpingjack.nl. |                 |                 |          |              |                    |                                                 |

#### Classifica costruttori (prime tre posizioni)
| Pos. | Costruttore | Motocicletta |    |    |    |    |    |    |    |    |    |    |    |    |    |    |    |    |    |    |    |    | P.ti  |
| ---- | ----------- | ------------ | -- | -- | -- | -- | -- | -- | -- | -- | -- | -- | -- | -- | -- | -- | -- | -- | -- | -- | -- | -- | ----- |
| 1    | Kalex       | Moto2        | 1  | 1  | 1  | 1  | 1  | 1  | 1  | 1  | 2  | 1  | 1  | 1  | 1  | 1  | 1  | 1  | 2  | 2  | 2  | 2  | 462,5 |
| 2    | Boscoscuro  | B-24         | 13 | 2  | 6  | 3  | 3  | 6  | 5  | 4  | 1  | 9  | 8  | 3  | 12 | 13 | 3  | 3  | 1  | 1  | 1  | 1  | 286   |
| 3    | Forward     | F2           | 21 | 24 | 22 | 20 | 17 | 20 | 22 | 22 | 18 | 17 | 26 | 17 | 15 | 20 | 18 | 18 | 19 | 13 | 20 | 23 | 4     |
| Pos. | Costruttore | Motocicletta |    |    |    |    |    |    |    |    |    |    |    |    |    |    |    |    |    |    |    |    | P.ti  |

| Legenda                                                                        | 1º posto        | 2º posto        | 3º posto | A punti      | Senza punti        | Grassetto=Pole position Corsivo=Giro più veloce |
| Legenda                                                                        | Gara non valida | Non qualificato | Ritirato | Squalificato | "-" Dato non disp. | Grassetto=Pole position Corsivo=Giro più veloce |
| Fonte dei dati: motogp.com, racingmemo.free.fr, autosport.com, jumpingjack.nl. |                 |                 |          |              |                    |                                                 |

#### Classifica squadre (prime tre posizioni)
| Pos. | Squadra             | Piloti          |     |    |    |    |     |     |   |    |     |     |    |     |    |     |    |     |    |    |    |    | P.ti  |
| ---- | ------------------- | --------------- | --- | -- | -- | -- | --- | --- | - | -- | --- | --- | -- | --- | -- | --- | -- | --- | -- | -- | -- | -- | ----- |
| 1    | Red Bull KTM Ajo    | Pedro Acosta    | 1   | 12 | 1  | 2  | Rit | 1   | 1 | 3  | 3   | 2   | 6  | 1   | 1  | 3   | 1  | 9   | 2  | 2  | 8  | 12 | 417,5 |
| 1    | Red Bull KTM Ajo    | Albert Arenas   | 8   | 9  | 12 | 8  | NP  | 23  | 9 | 9  | 14  | Rit | 3  | NP  | 14 | 18  | 15 | 14  | 7  | 9  | 21 | 10 | 417,5 |
| 2    | Speed Up            | Alonso López    | Rit | 2  | 7  | 3  | 3   | 6   | 5 | 6  | Rit | Rit | 8  | 3   | 22 | 13  | 25 | Rit | 8  | 22 | 9  | 3  | 362   |
| 2    | Speed Up            | Fermín Aldeguer | 13  | 15 | 6  | 10 | 8   | Rit | 8 | 4  | 1   | 9   | 13 | Rit | 12 | 22  | 3  | 3   | 1  | 1  | 1  | 1  | 362   |
| 3    | Elf Marc VDS Racing | Tony Arbolino   | 3   | 1  | 2  | 4  | 1   | 2   | 2 | 7  | 10  | 10  | 17 | 4   | 2  | 11  | 6  | 1   | 4  | 10 | 10 | 16 | 353,5 |
| 3    | Elf Marc VDS Racing | Sam Lowes       | 7   | 10 | 13 | 1  | 15  | Rit | 7 | 11 | 7   | Rit | 9  | Rit | 19 | Rit | 10 | Rit | 14 | 7  | 12 | 7  | 353,5 |
| Pos. | Squadra             | Piloti          |     |    |    |    |     |     |   |    |     |     |    |     |    |     |    |     |    |    |    |    | P.ti  |

| Legenda                                                                        | 1º posto        | 2º posto        | 3º posto | A punti      | Senza punti        | Grassetto=Pole position Corsivo=Giro più veloce |
| Legenda                                                                        | Gara non valida | Non qualificato | Ritirato | Squalificato | "-" Dato non disp. | Grassetto=Pole position Corsivo=Giro più veloce |
| Fonte dei dati: motogp.com, racingmemo.free.fr, autosport.com, jumpingjack.nl. |                 |                 |          |              |                    |                                                 |

### Moto3

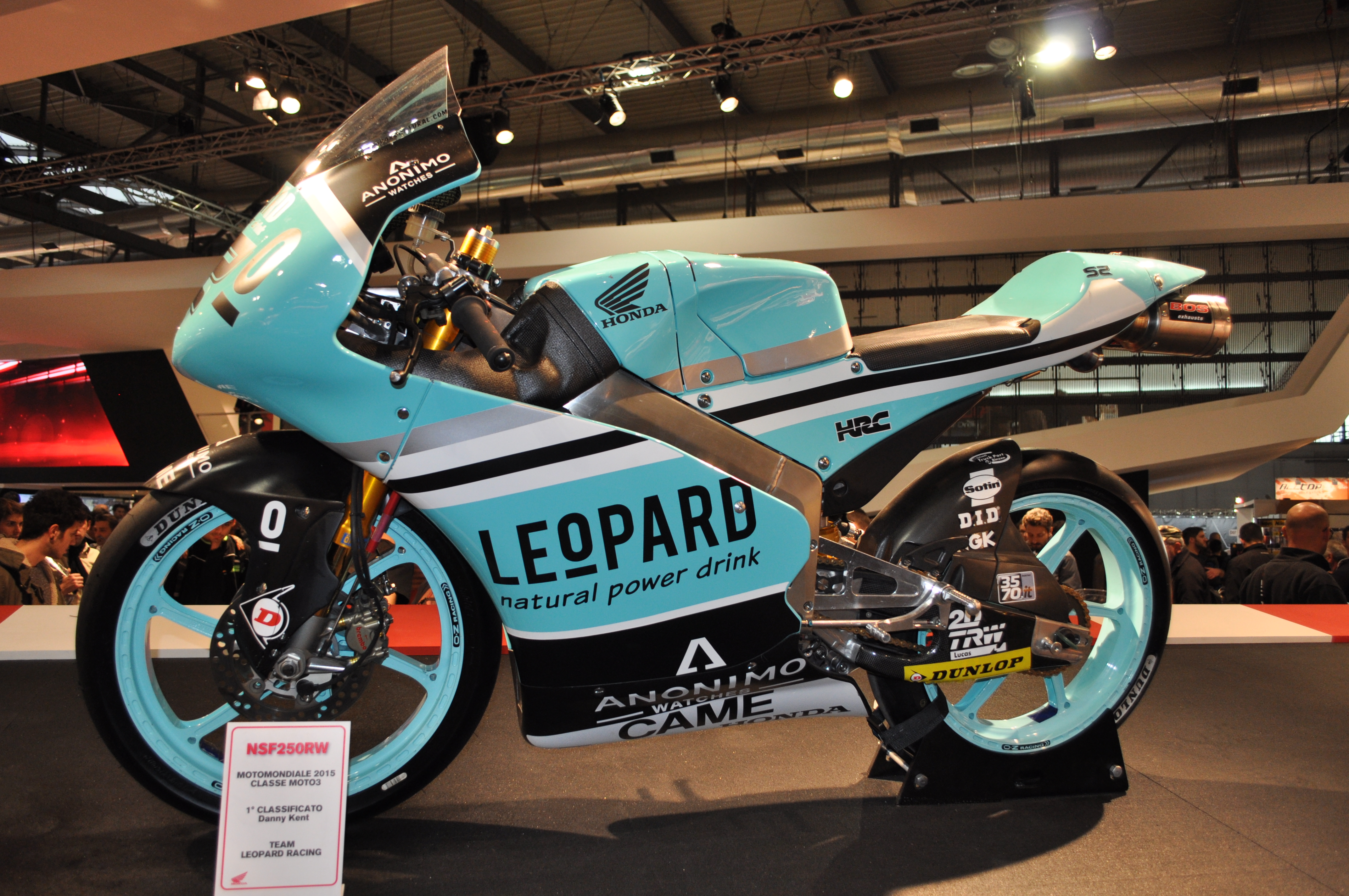
La NSF250R, versione 2015, del team Leopard campione del mondo piloti.

I primi tre classificati dell'annata precedente (Izan Guevara, Sergio García e Dennis Foggia) passano alla classe Moto2. Il campionato inizia con dieci motociclette Honda e circa il doppio di RC 250 GP come KTM o con alcuni altri marchi del gruppo. Il prototipo austriaco prevale nettamente nelle gare europee, è infatti Daniel Holgado a guidare la classifica in questa fase. La NSF250R si dimostra, come nelle annate precedenti, più competitiva nei Gran Premi disputati in territorio asiatico, questo permette a Jaume Masiá di portarsi al comando del campionato. Nelle ultime prove la contesa per il titolo si restringe ai soli Masiá e Ayumu Sasaki con lo spagnolo che ha la meglio sul giapponese al Gran Premio del Qatar. Honda ritorna così a vincere il titolo piloti in Moto3, titolo che mancava dal 2019.
Sasaki, vice-campione, chiude a soli sei punti dalla vetta e conquista undici piazzamenti a podio su venti gare disputate. Le sue prestazioni, unitamente a quelle del compagno di squadra Collin Veijer consentono a Liqui Moly Husqvarna Intact GP di vincere la classifica a squadre. Per quanto concerne i costruttori invece KTM conquista il titolo per la sesta volta.
Tra i sei piloti all'esordio, il colombiano David Alonso, su GasGas ottiene quattro vittorie e si classifica terzo in campionato risultando per distacco miglior Rookie del 2023. Il sopracitato Collin Veijer, secondo miglior esordiente, con la vittoria al Gran Premio della Malesia fa suonare l'inno dei Paesi Bassi ad oltre trenta anni dall'ultimo precedente.

#### Classifica piloti (prime 5 posizioni)
| Pos. | Pilota         | Moto      |     |     |     |   |   |   |   |    |    |     |    |    |    |     |    |     |     |     |   |    | P.ti |
| ---- | -------------- | --------- | --- | --- | --- | - | - | - | - | -- | -- | --- | -- | -- | -- | --- | -- | --- | --- | --- | - | -- | ---- |
| 1    | Jaume Masiá    | Honda     | 5   | Rit | 2   | 3 | 3 | 5 | 6 | 1  | 18 | Rit | 2  | 2  | 1  | 1   | 6  | 8   | 4   | 3   | 1 | 13 | 274  |
| 2    | Ayumu Sasaki   | Husqvarna | 6   | Rit | Rit | 4 | 2 | 3 | 2 | 2  | 2  | 3   | 4  | 7  | 3  | 2   | 18 | 2   | Rit | 2   | 6 | 1  | 268  |
| 3    | David Alonso   | Gas Gas   | Rit | 14  | 8   | 2 | 8 | 4 | 5 | 13 | 1  | 29  | 1  | 1  | 5  | 7   | 2  | Rit | 1   | Rit | 2 | 2  | 245  |
| 4    | Deniz Öncü     | KTM       | 10  | 24  | 6   | 9 | 6 | 2 | 1 | 3  | 11 | 1   | 11 | 3  | 14 | Rit | 8  | 1   | 5   | 11  | 3 | 5  | 223  |
| 5    | Daniel Holgado | KTM       | 1   | 4   | 5   | 6 | 1 | 1 | 3 | 25 | 3  | 2   | 20 | 16 | 4  | 3   | 14 | 13  | 6   | Rit | 9 | 8  | 220  |
| Pos. | Pilota         | Moto      |     |     |     |   |   |   |   |    |    |     |    |    |    |     |    |     |     |     |   |    | P.ti |

| Legenda                                                                        | 1º posto        | 2º posto        | 3º posto | A punti      | Senza punti        | Grassetto=Pole position Corsivo=Giro più veloce |
| Legenda                                                                        | Gara non valida | Non qualificato | Ritirato | Squalificato | "-" Dato non disp. | Grassetto=Pole position Corsivo=Giro più veloce |
| Fonte dei dati: motogp.com, racingmemo.free.fr, autosport.com, jumpingjack.nl. |                 |                 |          |              |                    |                                                 |

#### Classifica costruttori (prime tre posizioni)
| Pos. | Costruttore | Motocicletta |   |    |    |   |   |   |   |   |    |   |   |   |   |   |   |   |   |   |   |    | P.ti |
| ---- | ----------- | ------------ | - | -- | -- | - | - | - | - | - | -- | - | - | - | - | - | - | - | - | - | - | -- | ---- |
| 1    | KTM         | RC 250 GP    | 1 | 2  | 1  | 1 | 1 | 1 | 1 | 3 | 3  | 1 | 3 | 3 | 4 | 3 | 1 | 1 | 5 | 4 | 3 | 3  | 394  |
| 2    | Honda       | NSF250R      | 5 | 1  | 2  | 3 | 3 | 5 | 6 | 1 | 10 | 6 | 2 | 2 | 1 | 1 | 6 | 5 | 2 | 3 | 1 | 11 | 327  |
| 3    | Husqvarna   | FR 250 GP    | 6 | 22 | 13 | 4 | 2 | 3 | 2 | 2 | 2  | 3 | 4 | 5 | 3 | 2 | 4 | 2 | 3 | 1 | 6 | 1  | 307  |
| Pos. | Costruttore | Motocicletta |   |    |    |   |   |   |   |   |    |   |   |   |   |   |   |   |   |   |   |    | P.ti |

| Legenda                                                                        | 1º posto        | 2º posto        | 3º posto | A punti      | Senza punti        | Grassetto=Pole position Corsivo=Giro più veloce |
| Legenda                                                                        | Gara non valida | Non qualificato | Ritirato | Squalificato | "-" Dato non disp. | Grassetto=Pole position Corsivo=Giro più veloce |
| Fonte dei dati: motogp.com, racingmemo.free.fr, autosport.com, jumpingjack.nl. |                 |                 |          |              |                    |                                                 |

#### Classifica squadre (prime tre posizioni)
| Pos. | Squadra                        | Piloti             |    |     |     |    |    |     |     |     |     |     |    |    |     |     |     |    |     |     |    |    | P.ti |
| ---- | ------------------------------ | ------------------ | -- | --- | --- | -- | -- | --- | --- | --- | --- | --- | -- | -- | --- | --- | --- | -- | --- | --- | -- | -- | ---- |
| 1    | Liqui Moly Husqvarna Intact GP | Ayumu Sasaki       | 6  | Rit | Rit | 4  | 2  | 3   | 2   | 2   | 2   | 3   | 4  | 7  | 3   | 2   | 18  | 2  | Rit | 2   | 6  | 1  | 417  |
| 1    | Liqui Moly Husqvarna Intact GP | Collin Veijer      | 12 | 22  | 13  | 23 | 15 | 6   | Rit | 7   | 9   | 4   | NP | 5  | Rit | 11  | 4   | 4  | 3   | 1   | 10 | 4  | 417  |
| 2    | Leopard Racing                 | Jaume Masiá        | 5  | Rit | 2   | 3  | 3  | 5   | 6   | 1   | 18  | Rit | 2  | 2  | 1   | 1   | 6   | 8  | 4   | 3   | 1  | 13 | 349  |
| 2    | Leopard Racing                 | Tatsuki Suzuki     | 14 | 1   | Rit | 8  | 13 | Rit | Inf | Inf | Rit | 13  | 8  | 15 | Rit | Rit |     |    |     |     |    |    | 349  |
| 2    | Leopard Racing                 | Adrián Fernández   |    |     |     |    |    |     | 16  | Rit |     |     |    |    |     |     | Rit | 5  | 15  | 5   | 17 | 14 | 349  |
| 3    | Red Bull KTM Ajo               | Deniz Öncü         | 10 | 24  | 6   | 9  | 6  | 2   | 1   | 3   | 11  | 1   | 11 | 3  | 14  | Rit | 8   | 1  | 5   | 11  | 3  | 5  | 344  |
| 3    | Red Bull KTM Ajo               | José Antonio Rueda | 4  | 23  | 10  | 5  | 9  | 14  | 13  | 6   | 8   | 11  | 3  | 9  | 10  | 10  | 5   | 18 | 16  | Rit | 16 | 6  | 344  |
| Pos. | Squadra                        | Piloti             |    |     |     |    |    |     |     |     |     |     |    |    |     |     |     |    |     |     |    |    | P.ti |

| Legenda                                                                        | 1º posto        | 2º posto        | 3º posto | A punti      | Senza punti        | Grassetto=Pole position Corsivo=Giro più veloce |
| Legenda                                                                        | Gara non valida | Non qualificato | Ritirato | Squalificato | "-" Dato non disp. | Grassetto=Pole position Corsivo=Giro più veloce |
| Fonte dei dati: motogp.com, racingmemo.free.fr, autosport.com, jumpingjack.nl. |                 |                 |          |              |                    |                                                 |

### MotoE
La MotoE, giunta quest'anno alla sua quinta edizione, inizia con una serie di novità importantiː con l'uscita di scena di Energica Motor Company il nuovo fornitore unico della categoria è Ducati che schiera il prototipo denominato V21L. Cambia anche la denominazione della categoria che da Coppa del mondo diviene campionato mondiale, contestualmente a ciò viene introdotta (come per le altre classi) la classifica a squadre. Un'altra novità importante è nella struttura del calendario che prevede la doppia prova in tutti i Gran Premi, gara uno e gara due vengono disputate entrambe di sabato.
Il campionato, nella sua prima metà, vede il duello punto a punto tra Jordi Torres e Matteo Ferrari. Nella seconda parte di stagione invece, Mattia Casadei mette a referto una striscia di sette piazzamenti a podio consecutivi (di cui 5 vittorie) che gli consentono di vincere il titolo con oltre quaranta punti di vantaggio su Torres e Ferrari. La prima edizione della classifica a squadre va al team Pons Racing già vincitore del titolo piloti con Casadei.

#### Classifica piloti (prime 5 posizioni)
| Pos. | Pilota             |     |   |   |     |     |   |   |    |   |     |    |   |   |     |    |    | P.ti |
| ---- | ------------------ | --- | - | - | --- | --- | - | - | -- | - | --- | -- | - | - | --- | -- | -- | ---- |
| 1    | Mattia Casadei     | Rit | 4 | 3 | Rit | 5   | 2 | 4 | 3  | 6 | 1   | 1  | 1 | 2 | 1   | 1  | 3  | 260  |
| 2    | Jordi Torres       | 1   | 2 | 9 | 5   | 1   | 3 | 2 | 2  | 5 | 4   | 5  | 6 | 7 | Rit | 10 | 4  | 217  |
| 3    | Matteo Ferrari     | Rit | 1 | 2 | 3   | 3   | 7 | 1 | 1  | 8 | 7   | 16 | 2 | 4 | 5   | 6  | 7  | 216  |
| 4    | Héctor Garzó       | 2   | 3 | 4 | 6   | Rit | 1 | 7 | 11 | 4 | 5   | 4  | 5 | 3 | 4   | 2  | 2  | 215  |
| 5    | Randy Krummenacher | 3   | 7 | 5 | 7   | 2   | 6 | 3 | 9  | 1 | Rit | 11 | 7 | 6 | 9   | 8  | 11 | 167  |
| Pos. | Pilota             |     |   |   |     |     |   |   |    |   |     |    |   |   |     |    |    | P.ti |

| Legenda | 1º posto        | 2º posto            | 3º posto           | A punti      | Senza punti        | Grassetto – Pole position Corsivo – Giro più veloce |
| Legenda | Gara non valida | Non qual./Non part. | Ritirato/Non class | Squalificato | '-' Dato non disp. | Grassetto – Pole position Corsivo – Giro più veloce |

#### Classifica squadre (prime tre posizioni)
| Pos. | Squadra                  | Piloti             |     |    |     |     |     |    |    |    |     |     |    |    |    |    |    |    | P.ti |
| ---- | ------------------------ | ------------------ | --- | -- | --- | --- | --- | -- | -- | -- | --- | --- | -- | -- | -- | -- | -- | -- | ---- |
| 1    | HP Pons Los40            | Mattia Casadei     | Rit | 4  | 3   | Rit | 5   | 2  | 4  | 3  | 6   | 1   | 1  | 1  | 2  | 1  | 1  | 3  | 410  |
| 1    | HP Pons Los40            | Nicholas Spinelli  | Rit | 5  | Rit | 4   | 6   | 5  | 9  | 8  | Rit | 3   | 13 | 13 | 5  | 3  | 3  | 1  | 410  |
| 2    | Dynavolt Intact GP MotoE | Randy Krummenacher | 3   | 7  | 5   | 7   | 2   | 6  | 3  | 9  | 1   | Rit | 11 | 7  | 6  | 9  | 8  | 11 | 382  |
| 2    | Dynavolt Intact GP MotoE | Héctor Garzó       | 2   | 3  | 4   | 6   | Rit | 1  | 7  | 11 | 4   | 5   | 4  | 5  | 3  | 4  | 2  | 2  | 382  |
| 3    | Felo Gresini             | Matteo Ferrari     | Rit | 1  | 2   | 3   | 3   | 7  | 1  | 1  | 8   | 7   | 16 | 2  | 4  | 5  | 6  | 7  | 251  |
| 3    | Felo Gresini             | Alessio Finello    | 9   | 11 | 14  | Rit | 14  | 17 | 15 | 13 | 14  | 12  | 14 | 16 | 15 | 15 | 12 | 15 | 251  |
| Pos. | Squadra                  | Piloti             |     |    |     |     |     |    |    |    |     |     |    |    |    |    |    |    | P.ti |

| Legenda                                                                        | 1º posto        | 2º posto        | 3º posto | A punti      | Senza punti        | Grassetto=Pole position Corsivo=Giro più veloce |
| Legenda                                                                        | Gara non valida | Non qualificato | Ritirato | Squalificato | "-" Dato non disp. | Grassetto=Pole position Corsivo=Giro più veloce |
| Fonte dei dati: motogp.com, racingmemo.free.fr, autosport.com, jumpingjack.nl. |                 |                 |          |              |                    |                                                 |